# 白酒 (日本酒)

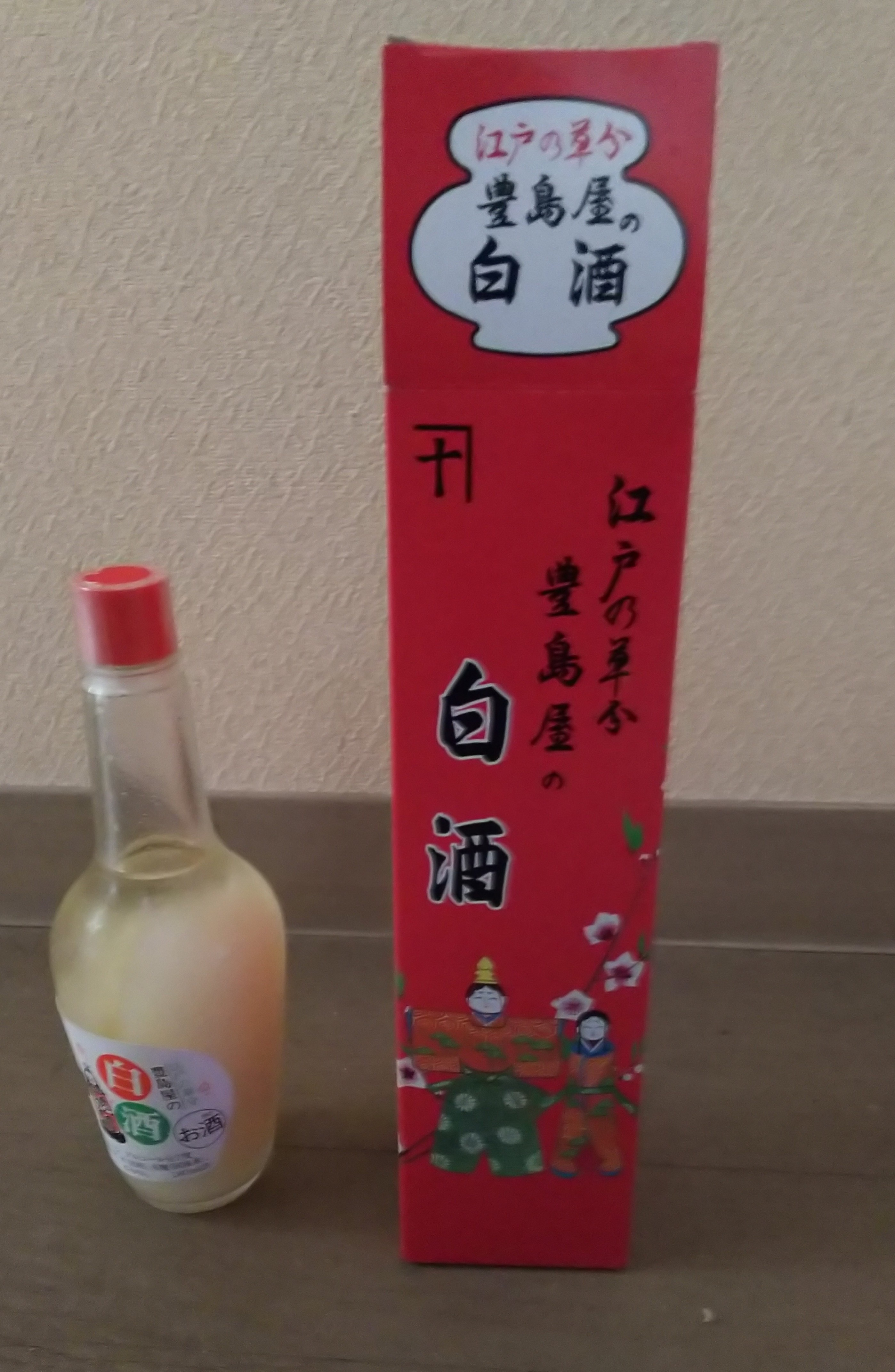
白酒

白酒，又稱山川酒，是一種使用於雛祭的米酒。其糖份約佔45%。在日本酒稅法中，與力娇酒被歸為同一種類。

## 概論
白酒是一種日本的傳統酒，古稱山川酒，各地製法不同，最早起源於博多地方的練酒。
最常見的製法，是以糯米，混入味醂，蒸熟後，再加入燒酎及米麴進行發酵。在數週後，以臼將酒分離出來。